# Угля
У́гля (укр. Уґля) — село на Украине, находится в Тячевском районе Закарпатской области. Административный центр Углянской сельской общины. Население — 3117 чел.
С XIV века в селе существовал монастырь, в котором в 1730-х годах пребывал последний (до рубежа XIX—XX веков) из православных закарпатских епископов Досифей (Теодорович). В 1788 году монастырь был разрушен.